# Euschmidtia cruciformis
Euschmidtia cruciformis är en insektsart som först beskrevs av Bolívar, I. 1895.  Euschmidtia cruciformis ingår i släktet Euschmidtia och familjen Euschmidtiidae. IUCN kategoriserar arten globalt som livskraftig. Inga underarter finns listade i Catalogue of Life.